# كاثرينا أندريسن
كاثارينا غاملشوغ أندريسن (بالنرويجية: Katharina Gamlemshaug Andresen‏) هي سيدة أعمال مليارديرة وفارسة نرويجية ولدت في يوم 21 مايو 1995 في مدينة أوسلو عاصمة النرويج، في سنة 2007 أصبحت كاثرينا أصغر ملياردير بعد أن ورثت مع شقيقتها ألكسندرا أندريسن 42.2% من ثروة والدها يوهان أندريسن لتبلغ قيمة ثروتها 1.15 مليار دولار أمريكي حسب مجلة فوربس.